# Винройтер, Лаура
Лаура Винройтер (нем. Laura Wienroither; род. 13 января 1999[…], Фёклабрук, Верхняя Австрия) — австрийская футболистка, выступающая на позиции защитника в футбольном клубе «Манчестер Сити», находится в аренде у клуба  «Арсенал», также выступает за национальную сборную Австрии.
15 января 2022 года Винройтер перешла в Арсенал из Хоффенхайма. 30 января 2025 года было объявлено, что Винройтер присоединится к «Манчестер Сити» на правах аренды до конца сезона.

## Достижения
«Санкт-Пёльтен»
- Чемпионка Австрии: 2018
- Обладательница Кубка Австрии: 2018

«Арсенал»
- Обладательница Кубка лиги Англии: 2022/2023[англ.], 2023/2024[англ.]